# Giuseppe Andreoli (giurista)
Giuseppe Andreoli (Cremona, 8 luglio 1910 – 2019) è stato un giurista italiano.

## Biografia
Fu docente universitario di diritto civile e istituzioni di diritto privato a Parma, dove ebbe inizio la sua carriera universitaria nel 1942, e a Milano.

## Opere
- Le pertinenze (1936)
- La ripetizione dell'indebito (1940)
- L'ingiustificato arricchimento (1940)
- L'imputazione dei debiti (1946)
- Scritti di diritto privato (1968)